# Biel (mecklenburgisches Adelsgeschlecht)

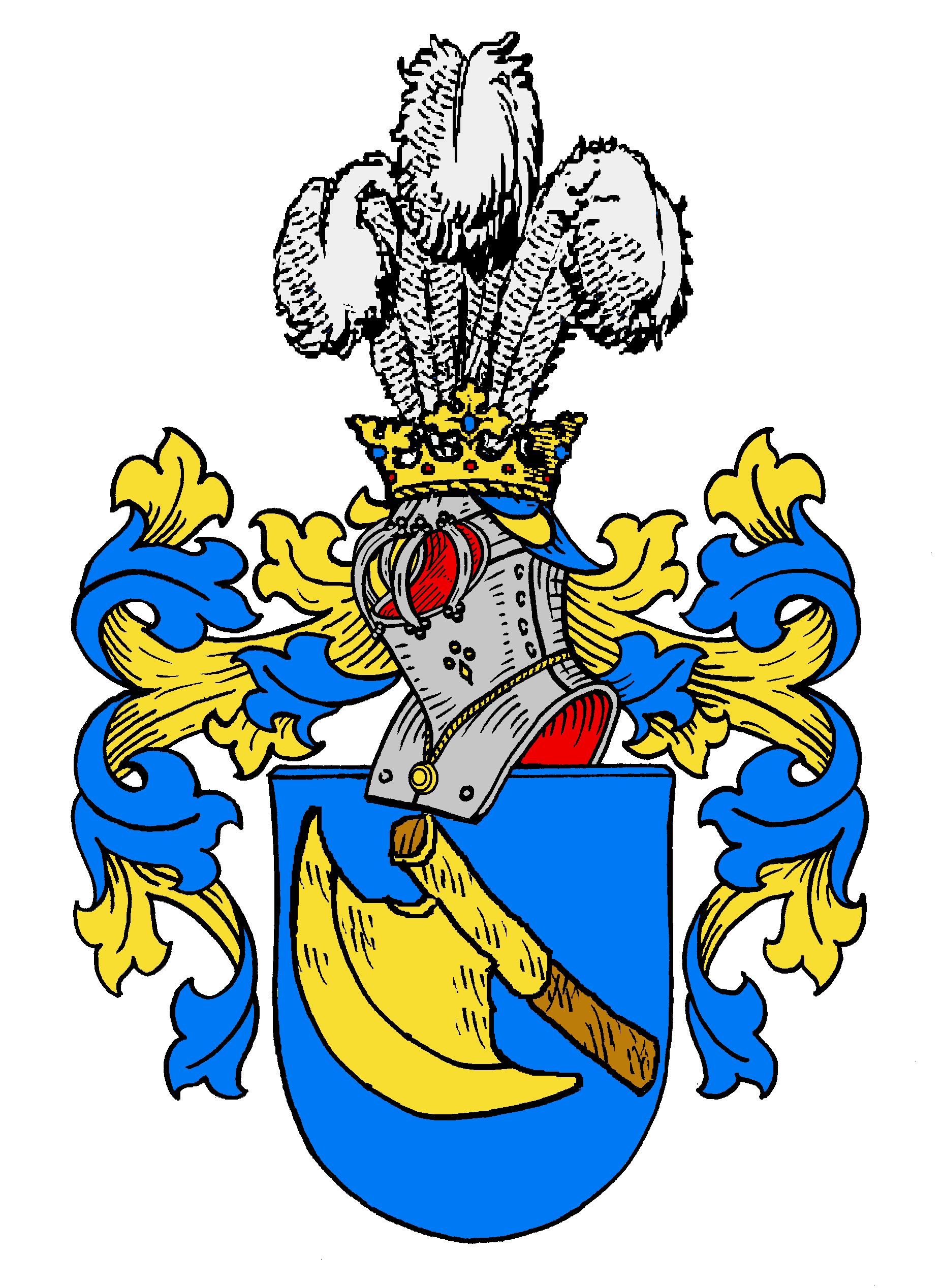
Wappen derer von Biel

Biel ist der Name eines mecklenburgischen Adelsgeschlechts.

## Geschichte
Kaiser Leopold II. erhob mit Diplom vom 12. November 1791 den herzoglich Braunschweigschen Geheimen Justizrat und Dechanten des Stifts St. Blasius Christian Andreas Biel auf Zierow in Mecklenburg in den Reichsadelsstand. Er gründete 1795 die Von Bielsche Dotationsstiftung, die die Auszahlung von Brautschätzen zum Gegenstand hat.
Der russische Kapitänleutnant von Biel welcher sowohl das estländische als auch das livländische Indigenat (Nr. 191) erhielt, gehört ebenso wenig zu dieser Familie, wie auch Verwechslungen mit den ebenfalls baltischen von Bühl auf Heimar, für welche Christian Justin Bühl 1744 den Reichsadelsstand erworben hatte, auszuschließen sind.
Mit Dekret vom 14. Oktober 1865 erfolgte die Erhebung in den preußischen Freiherrnstand nach dem Recht der Erstgeburt für Wilhelm von Biel auf Zierow, Eggersdorf, Fliemsdorf, Weitendorf und Neujassewitz und seinen ältesten Sohn Thomson von Biel auf Kalkhorst.
Langjähriger Eigentümer von Zierow, Weitendorf und Wisch, einem Fideikommiss, war der Ehrenritter des Johanniterordens Karl von Biel (1873–1943). Sein Erbe Heinrich von Biel (* 4. September 1898 in Wichmannsdorf (Kröpelin), † 18. April 1958 in Hamburg), der letzte Gutsherr auf Zierow, war der erste von den Briten eingesetzte Bürgermeister von Wismar nach dem Zweiten Weltkrieg, wanderte dann in die USA aus, starb aber in Hamburg.

### Besitzungen
- Zierow 1785 bis 1945

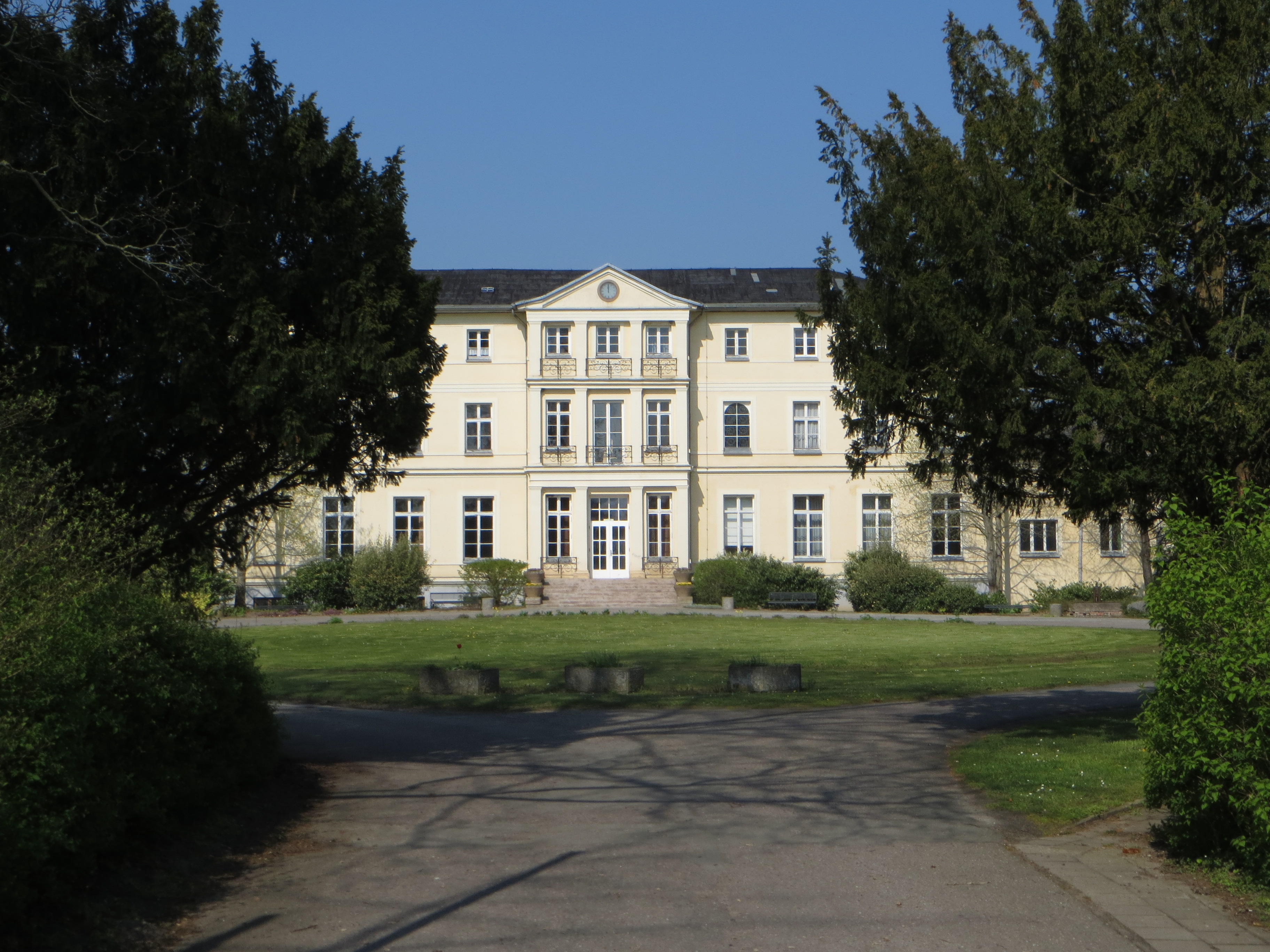
Zierow

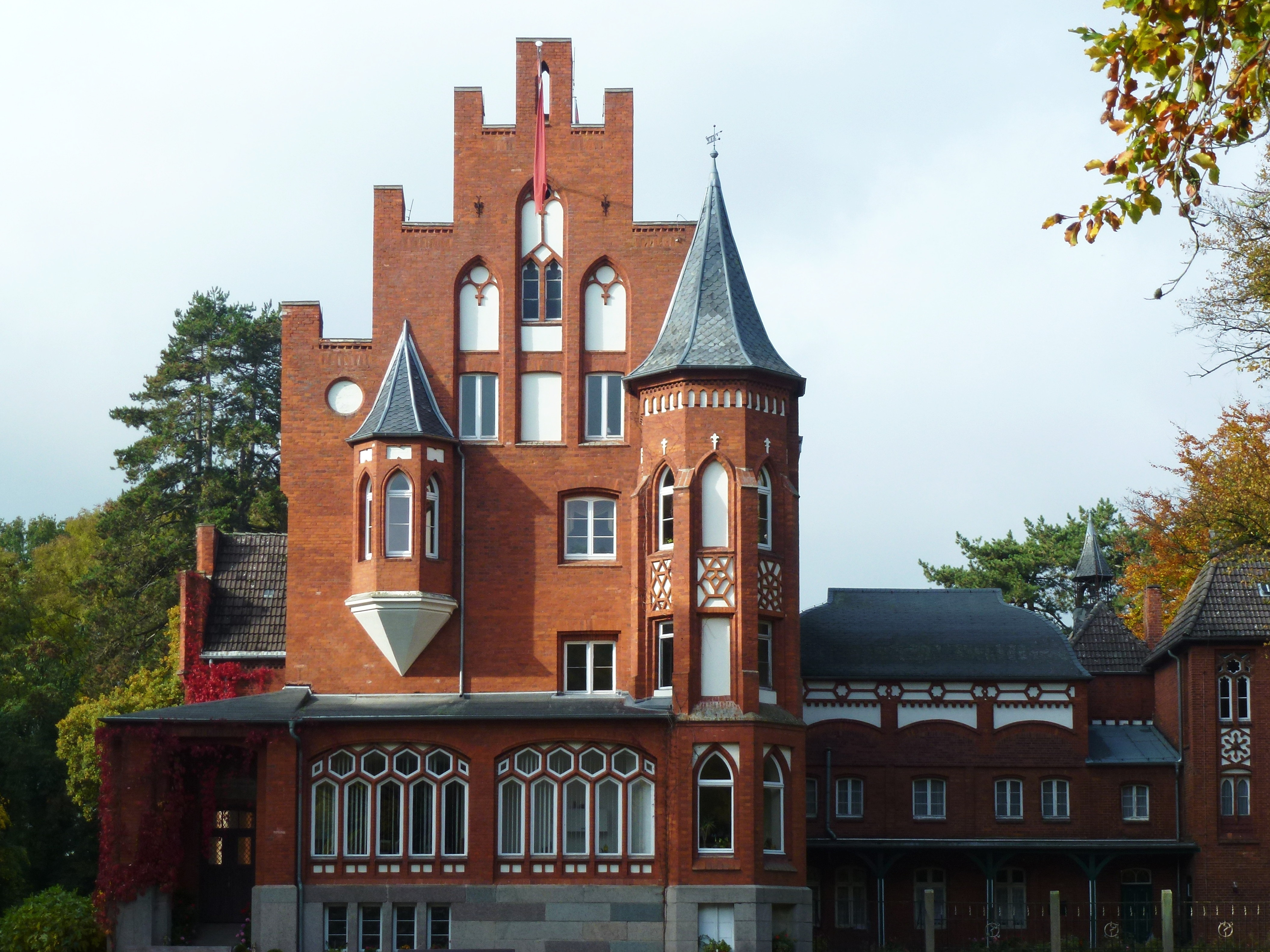
Kalkhorst

- Eggerstorf 1785 bis mindestens nach 1894[5]
- Neu-Jassewitz 1799–1810 und seit 1813[6]
- Weitendorf 1784[7] bis 1945[8]
- Damerow 1862–1863, Homagialeid 1862 wieder geleistet[9]
- Kalkhorst 1849–1931
- Klein Krankow 1792–1813

### Grablege
Das Familiengrab befindet sich in der Dorfkirche Proseken in einer Gruft im Altarbereich.

## Wappen
Das 1791 verliehene redende Wappen zeigt nach dem Diplom im blauen Feld ein schrägrechts gestelltes goldenes Beil an einem hölzernen Stiel. Auf dem gekrönten Helm finden sich drei weiße Straußenfedern. Die Helmdecken sind golden und blau. Abweichend wird das Beil auch in Silber dargestellt.

## Namensträger
- Christian Andreas von Biel (1740–1805), Jurist, Gutsbesitzer
- Wilhelm von Biel (1789–1876), Pferdezüchter
- Gottlieb von Biel (1792–1831), Pferdezüchter
- Thomson von Biel (1827–1905), Kunstmäzen
- Werner Arthur von Biel (1874–1955),[10] Major,[11] Generalmajor, erwähnt im Lexika der Gerechten unter den Völkern[12]
- Michael von Biel (* 1937), Komponist, Cellist und Maler